# La fan
Lan fan é uma telenovela estadunidense produzida pela Telemundo e exibida entre 17 de janeiro e 3 de abril de 2017, substituindo Silvana sin lana.
Protagonizada por Angélica Vale e Juan Pablo Espinosa e antagonizada por Scarlet Ortiz e Maritza Bustamante e atuação estelar de Gabriel Porras.

## Sinopse
A novela conta a historia de uma cômica, alegre e humilde mulher que é fanática por um famoso ator de telenovelas. E por um giro do destino, ele chegará inesperadamente a sua vida, ainda que no principio não lhe dê muita atenção, e no final ele não pode imaginar viver a vida sem ela.

## Elenco
- Angélica Vale - Valentina Pérez
- Juan Pablo Espinosa - Lucas Eduardo Duarte
- Scarlet Ortiz - Salma Beltrán
- Miguel Varoni - Justin Case "El Director"
- Ximena Duque - Adriana Zubizarreta
- Jonathan Islas - Diego Castro Romero
- Gabriel Porras - Gabriel Bustamante
- Maritza Bustamante - Lucía Hernández
- Omar Germenos - Carlos Zubizarreta
- Glora Peralta - Eloísa Romero Vda. de Romero
- Elsy Reyes - Felicitas de Zubizarreta
- Gabriel Rossi - Miguel Castro Romero
- Josette Vidal - Miriam
- Begoña Narváez - Jessica
- Emmanuel Peréz - Tomás Duarte Hernández
- Jorge Eduardo García - Rodrigo Beltrán
- Lorena de la Garza - Natalia
- Mario Espitia - Agustín Peterlini
- Freddy Florez - Bob
- Fernando Pacanins - Carrizo
- Roberto Plantier - Damián
- Pablo Azar - Benicio
- Silvana Arias - Barbára
- Lupita Ferrer - Silvia
- Catherine Siachoque - Isabel